# Muensterella scutellaris
Muensterella scutellaris (лат.) — ископаемый вид головоногих моллюсков из отряда вампироморфов (Vampyromorpha). Единственный вид рода и семейства. Жили в юрском периоде (от 150,8 до 145,5 миллионов лет назад). Известны отпечатки этих моллюсков в зольнхофенском известняке, Германия.